# Đoàn Văn Hậu
Đoàn Văn Hậu (ur. 19 kwietnia 1999 w Thái Bình) – wietnamski piłkarz grający na pozycji obrońcy w holenderskim klubie SC Heerenveen, do którego jest wypożyczony z Hà Nội T&T oraz w reprezentacji Wietnamu.

## Kariera
Đoàn Văn Hậu jest wychowankiem Hà Nội T&T. W dorosłej drużynie rozegrał ponad 50 meczów. W 2019 roku został wypożyczony do holenderskiego SC Heerenveen. W pierwszym zespole nie zagrał jak dotąd żadnego meczu. Natomiast w drużynie juniorskiej jest podstawowym zawodnikiem.
Đoàn Văn Hậu występował w sekcji U-19 i U-20 reprezentacji Wietnamu. Obecnie gra w kadrze U-23 oraz dorosłej reprezentacji Wietnamu. W seniorskim zespole zadebiutował 5 września 2017 roku w meczu z Kambodżą. Został powołany na Puchar Azji 2019, gdzie został okrzyknięty jednym z najlepszych młodych zawodników.